# Gu Xiaoli
Gu Xiaoli (xinès: 顧曉黎)  (Liaoning, 28 de març de 1971) és una remadora xinesa, ja retirada, que va competir durant la dècada de 1990.
El 1992 va prendre part en els Jocs Olímpics d'Estiu de Barcelona on disputà dues proves del programa de rem. Guanyà la medalla de bronze, fent parella amb Lu Huali, en la prova del doble scull, mentre en la del quàdruple scull fou setena. Quatre anys més tard, als Jocs d'Atlanta fou cinquena en la prova del quàdruple scull del programa de rem.
En el seu palmarès també destaca una medalla d'or en el quàdruple scull al Campionat del món de rem de 1993.